# بشير المعبري
بشير عبده أحمد مجلي المعبري مغني وملحن يمني، من مواليد ذمار عام 1983م.
له الكثير من الأغاني التي اشتهرت محليا وعربيا مثل: (اذكرني بخير)، (الحلا و الذوق)، (أنا قد كنت شاعشق)، (خايف من فرقة الحبيب)، (يا أمير الحسان)، (زفة شاو دعش ) وغيرها.

## النشأة
نمت موهبته من المدرسة والأنشطة الفنية والمسرح المدرسي منذ نعومة أظافره .. إلى أن ذاع صيته في الأعراس والمناسبات الخاصة والعامة واشتهر ب ملك الزفة الصنعانيه .. و أنشئ فرقة واما الموسيقية لإحياء الحفلات والأعراس ومازالت قائمة حتى الآن، شارك في العديد من المهرجانات داخلياً وخارجياً في ( مصر وأوغندا وتونس وقطر و سلطنة عُمان والأردن ) حائز على جائزة رئيس الجمهورية علي عبدالله صالح في الغناء عام 2005 شارك في التمثيل في المسلسل التليفزيوني الدرامي حكاية من الحارة الذي أنتجته الفضائية اليمنية عام 2008 سجل مجموعة من الأغاني لإذاعة صوت الخليج برفقة كوكبة من فناني اليمن عام 2018، شارك في الغناء مع أشهر فناني اليمن وفي مقدمتهم حمود السمه وحسين محب والعديد من فنانين اليمن.

## الألبومات
- اذكرني بخير.
- الحلا و الذوق.
- أنا قد كنت شا اعشق.
- خايف من فرقة الحبيب.
- يا أمير الحسان.
- زمان ياقلبي زمان.
- ملامة.
- أتعبتني - بمشاركة الفنان محرم خالد.
- زفة شاودعش.